# موهلنتل

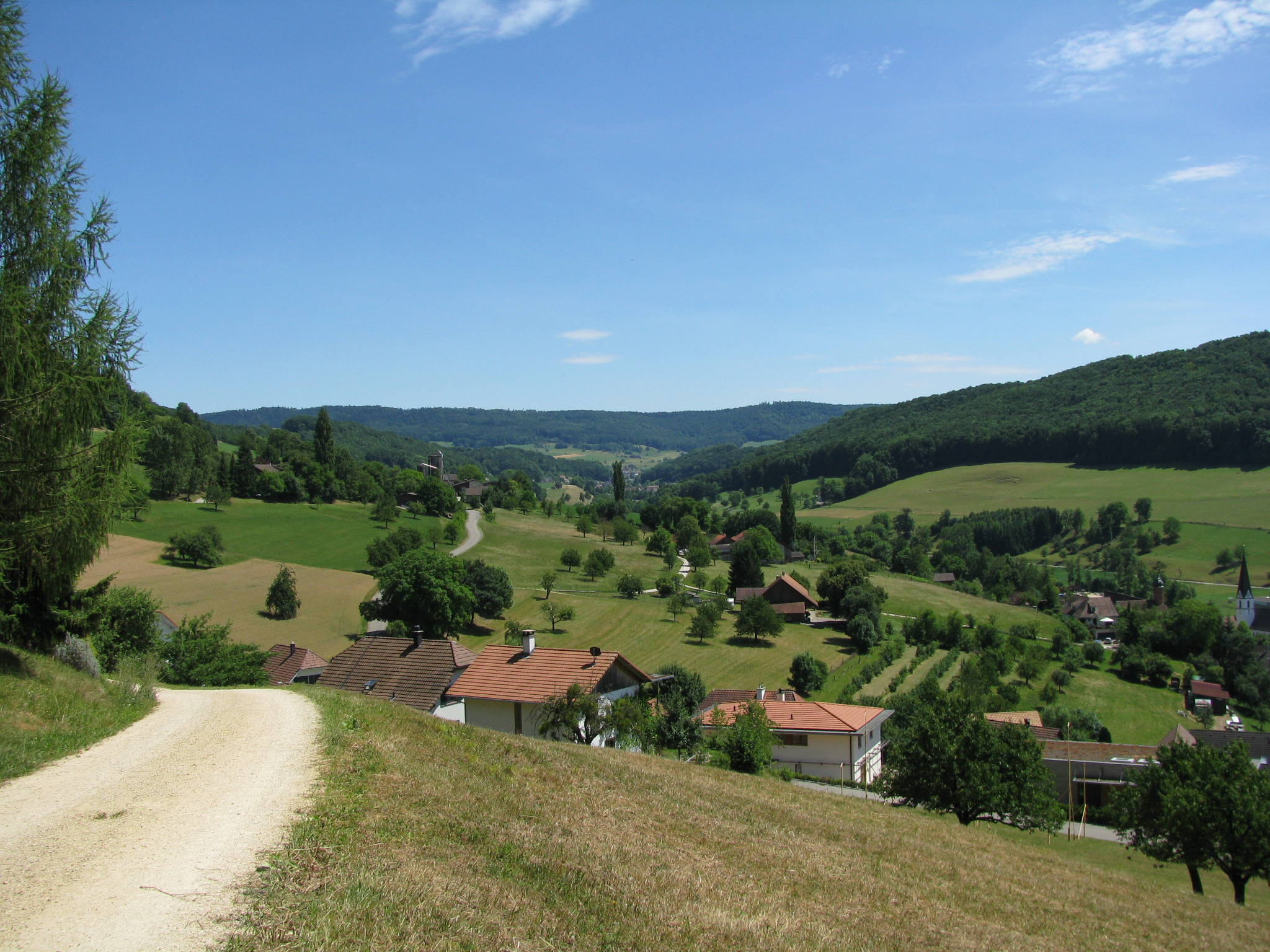

 موهلنتل وهو وادي يبعد 10 كيلومترا طول يمتد بين Möhlin [الإنجليزية] وWegenstetten في حي في Rheinfelden كانتون أرجاو، سويسرا. البلديات الخمس في وادي (Möhlin، Zeiningen، Zuzgen، Hellikon وWegenstetten) يبلغ مجموع عدد سكانها حوالي 14000 نسمة.